# 神目村
神目村（こうめそん）は、岡山県久米郡にあった村。
現在の久米郡久米南町上神目、京尾、神目中、峠、南畑、宮地、安ケ乢、山手に当たる。
久米南町誕生に伴い、大字下二ケ山手が山手と改称。

## 沿革
- 1889年6月1日 - 町村制施行に伴い、久米南条郡上神目村、京尾村、神目中村、峠村、南畑村、宮地村、安ケ乢村、下二ケ山手村が合併し、神目村となる。大字神目中に役場を置く。
- 1900年4月1日 - 久米南条郡が久米北条郡と合併し、久米郡となる。
- 1954年4月1日 - 弓削町、龍山村、誕生寺村と合併し、久米南町となる。

## 地名の読み方
- 上神目 （かみこうめ）
- 京尾 （きょうのお）
- 神目中 （こうめなか）
- 下二ケ山手 （しもにかやまて）
- 峠 （とうげ）
- 南畑 （みなみはた）
- 宮地 （みやじ）
- 安ケ乢 （やすがたわ）
- 山手 （やまて）

## 現在の様子

### 郵便番号
- 709-3626 久米郡久米南町上神目
- 709-3627 久米郡久米南町神目中
- 709-3631 久米郡久米南町宮地
- 709-3632 久米郡久米南町山手
- 709-3633 久米郡久米南町峠
- 709-3634 久米郡久米南町京尾
- 709-3635 久米郡久米南町南畑
- 709-3636 久米郡久米南町安ケ乢

709-362×の残りの番号は龍川村、龍山村を参照。

### 教育

#### 保育園
- 久米南町立神目保育園

#### 小学校
- 久米南町立神目小学校

（廃村当時の神目村立神目小学校、同・山手分校、龍山村立龍山小学校が統合）

### 交通

#### 鉄道
JR津山線：神目駅1898年に中国鉄道が開業したが神目村には停車場がなかった。そのため停車場設置運動を続けようやく1928年になり仮停留場が設置されることになった

#### 道路

##### 高速道路
旧村内を走る高速道路なし

##### 国道
- 国道53号

##### 県道
- 主要地方道

旧村内を走る主要地方道なし
- 一般県道
  - 岡山県道375号上籾神目停車場線
  - 岡山県道467号上二ヶ小鎌線

### 河川・山岳

#### 河川
- 誕生寺川

### 寺院・神社

#### 神社
- 大山貴神社
- 山王神社
- 峠神社